# أندرو كارلتون
أندرو كارلتون (بالإنجليزية: Andrew Carlton)‏ هو كاتب أغاني أمريكي، ولد في 4 أبريل 1977 في فينيكس في الولايات المتحدة.

## وصلات خارجية
- أندرو كارلتون على موقع ميوزك برينز (الإنجليزية)